# Vejlby Sogn (Aarhus Kommune)
 For alternative betydninger, se Vejlby Sogn. (Se også artikler, som begynder med Vejlby Sogn)
Vejlby Sogn er et sogn i Århus Nordre Provsti (Århus Stift). I 1940 blev Risskov Sogn udskilt efter at Risskov Kirke var indviet i 1934.
Siden 1811 var Vejlby Sogn et selvstændigt pastorat. Sognet hørte til Hasle Herred i Aarhus Amt. Vejlby var en selvstændig sognekommune. Efter dannelsen af Risskov Sogn blev den til Vejlby-Risskov sognekommune, som ved kommunalreformen i 1970 blev indlemmet i Aarhus Kommune.
I 1974 blev Ellevang Sogn udskilt efter at Ellevang Kirke var indviet samme år. I 1990 blev Skelager Sogn udskilt efter at Skelager Kirke var indviet samme år.
I Vejlby Sogn ligger Vejlby Kirke.
I sognet findes følgende autoriserede stednavne:
- Møllevangen (bebyggelse)
- Vejlby (bebyggelse, ejerlav)